# 6.º Jamboree Mundial Escoteiro
O 6.º Jamboree Mundial Escoteiro (em francês:  Jamboree mondial de la paix) foi realizado em 1947 e foi hospedado pela França em Moisson. Este foi o primeiro jamboree realizado após a morte de Baden-Powell em 1941. Foi originalmente planejado para acontecer em 1941 na França.

## Tema
Após a devastação da Segunda Guerra Mundial, este evento foi apropriadamente chamado de Jamboree of Peace (Jamboree da paz). O Jamboree mostrou que mesmo durante os anos de guerra, o Movimento Escoteiro ainda era forte e crescente. 24.152 escoteiros participaram do evento de 38 países.

## Visitantes notórios
O Presidente da República Francesa, Vincent Auriol, fez uma visita oficial em 14 de agosto de 1947, e assistiu a um programa especial de arena, incluindo danças massivas das Terras Altas pelos escoceses. Ele percorreu o acampamento, parcialmente a pé e parcialmente na pequena ferrovia, trazida da Linha Maginot, que circulava entre os subcampos. Sua visita também foi marcada por nuvens de poeira - Moisson era o "Dustboree" - e por hordas de fotógrafos da imprensa que pareciam fazer questão de atrapalhar seu caminho, momento em que o General Joseph Lafont fez o apelo "Deus salve os Rei!"